# Limnodriloides flumineus
Limnodriloides flumineus är en ringmaskart som beskrevs av Erséus 1990. Limnodriloides flumineus ingår i släktet Limnodriloides och familjen glattmaskar. Inga underarter finns listade i Catalogue of Life.